# Viktor Kolodjazjnyj
Viktor Kolodjazjnyj (ryska: Виктор Колодяжный), född 26 juni 1953 i Urgentj i Uzbekistan, är borgmästare i Sotji sedan april 2004.